# Masanori Tokita
Masanori Tokita (鴇田 正憲 Tokita Masanori?,  24 de junio de 1925 en Hyogo - 5 de marzo de 2004 en Hyogo) fue un futbolista japonés que se desempeñaba como delantero.
Tokita jugó 12 veces y marcó 2 goles para la selección de fútbol de Japón entre 1951 y 1959. Tokita fue elegido para integrar la selección nacional de Japón para los Juegos Olímpicos de Verano de 1956.

## Trayectoria

### Clubes
| Club                  | País  | Año         |
| --------------------- | ----- | ----------- |
| Tanabe Pharmaceutical | Japón | 1950 - 1959 |

### Selección nacional
| Selección | País  | Año         |
| --------- | ----- | ----------- |
| Absoluta  | Japón | 1951 - 1959 |

## Estadística de equipo nacional
| Selección de Japón | Selección de Japón | Selección de Japón |
| Año                | Part.              | Goles              |
| ------------------ | ------------------ | ------------------ |
| 1951               | 3                  | 1                  |
| 1952               | 0                  | 0                  |
| 1953               | 0                  | 0                  |
| 1954               | 3                  | 1                  |
| 1955               | 1                  | 0                  |
| 1956               | 2                  | 0                  |
| 1957               | 0                  | 0                  |
| 1958               | 0                  | 0                  |
| 1959               | 3                  | 0                  |
| Total              | 12                 | 2                  |

## Palmarés

### Distinciones individuales
| Distinción                                      | Año  |
| ----------------------------------------------- | ---- |
| Inducido al Salón de la Fama del fútbol japonés | 2006 |